# 呂傳勝
呂傳勝（1937年1月18日—2021年1月17日），台灣律師、政治人物，日治台灣新竹州桃園郡桃園街（今桃園市桃園區）人，是中華民國第十、十一任副總統呂秀蓮的兄長，國立台灣大學法律系畢業，曾任總統府人權諮詢委員會人權諮詢委員，曾任美麗島事件辯護律師、中華民國律師公會全國聯合會副理事長，創立桃園縣勞資和諧促進會並自任理事長，曾任桃園縣勞資爭議仲裁委員、桃園縣公共藝術審議委員、中華民國呂姓宗親會總會創會理事長，在1981年以政治受難者家屬身分獲黨外推薦參選桃園縣縣長，之後又曾角逐國大代表，在桃園縣發起建造「呂祖聖殿」，河東祠堂和呂祖陵寢曾組團赴福建省漳州市南靖縣龍潭樓尋根。

## 家庭與家族背景
呂傳勝出生於商人家庭，父親在桃園大廟後經營飼料行呂勝興行，而叔叔們在桃園大廟後經營南北貨商行「呂勝發」，有三個姊妹，大姊秀絨，二姊秀卿及小妹秀蓮。在桃園市小有名氣。
呂傳勝渡台祖先呂廷玉於1740年（清乾隆五年），從福建省漳州府南靖縣龍潭樓，携妻子余慈成，東渡台灣桃園縣埔子墾荒，至今裔孫已有六、七千人。
2021年1月17日逝世。

## 資料來源
1. ↑  .   [2021-01-26]. （原始内容存档于2021-02-11）.

中華民國總統府人權諮詢委員會
中華民國律師公會全國聯合會
台灣省桃園縣勞資和諧促進會
呂氏族譜，呂傳勝編修，民國八十一出版
呂氏理字輩裔孫呂平山編輯